# Elecciones regionales de Cesar (Colombia) de 2011
Las Elecciones regionales de Cesar de 2011, actualmente en proceso de escrutinio, se llevaron a cabo el 30 de octubre de 2011. En el departamento de Cesar fueron elegidos los siguientes cargos para un periodo de cuatro años contados a partir del 1° de enero de 2012:
- Gobernador de Cesar: Jefe administrativo y ejecutivo del departamento.
- Diputados de la Asamblea departamental
- Alcaldes municipales y concejales municipales para cada uno de los 25 municipios del departamento.
- Junta Administradora Local (Colombia)

El departamento del Cesar tiene municipios entre los 199 que tienen riesgo de corrupción en el proceso electoral por acción de los nuevos grupos armados ilegales, las Bacrim del Conflicto armado colombiano.

## Candidatos oficializados a gobernación
| Candidato                    | Partido                          | Perfil |
| ---------------------------- | -------------------------------- | --- |
| Rubén Darío Carrillo         | (Partido Conservador Colombiano) | Es arquitecto de profesión y fue Secretario de Gobierno departamental. La Procuraduría Regional del Cesar le abrió indagación preliminar junto a otros funcionarios tras denuncia de Rafael Eduardo Silva Gutiérrez, que acudió a la Procuraduría Regional del Cesar y presentó una queja, por presuntas irregularidades en la ejecución de un contrato de comunicaciones, que se desarrolló en julio de 2010. |
| Luis Alberto Monsalvo Gnecco | (Partido de la U)                | En el 2003, el exgobernador de Cesar, Rafael Bolaños Guerrero fue destituido e inhabilitado para ejercer cargos públicos porque utilizó su cargo para que a través de la figura de la Primera Dama del Departamento, su suegra Cielo Gnecco de Monsalvo-, se apoyaran, en el 2001, las aspiraciones políticas de su cuñado Luis Alberto Monsalvo Gnecco a representante a la Cámara. En el 2001, siendo gobernador Bolaños contrató publicidad a la firma Sierra Comunicaciones Limitada, cuya junta directiva dirige la persona que inscribió a Monsalvo Gnecco como aspirante a la Cámara de Representantes. El exgobernador también Bolaños contrató con la empresa de transporte Servitur por cerca de $9 millones de pesos para transportar funcionarios de la Gobernación del Cesar a varios municipios de la Costa Caribe entre el 7 de junio y el 8 de julio de 2001, en plena campaña electoral, según procuraduría para apoyar la campaña de Monsalvo Gnecco. Procuraduría aseguró que sanción se originó por "la autorización y pago de gastos suntuarios en que incurrió la administración, como compra de almuerzos, desayunos, servicios de comedor, arreglos florales y servicio de telefonía móvil, entre otros, cuando el departamento afrontaba un proceso de reestructuración y de saneamiento fiscal". A finales de abril de 2011, Monsalvo Gnecco fue acusado de distribuir material electoral promoviendo su campaña durante el Festival Vallenato; algo prohibido por las normas electorales en Colombia. Por esto tiene una investigación abierta ante procuraduría. En junio de 2011, Molsalvo Gnecco aseguró tener una "hoja de vida limpia". |
| Arturo Calderón Rivadeneira  | (Independiente)                  | Es apoyado por parapolíticos y en proceso de alianzas pretende pasar por encima de consulta interna del partido liberal para lograr el aval de dicho partido. |

## Campaña por la Gobernación

### Consulta Liberal
El Partido Liberal Colombiano realizó en julio de 2011 una encuesta para determinar su candidato a la gobernación del Cesar para las elecciones de octubre de 2011. La encuesta resultó en empate técnico por lo que será la dirección nacional del partido la que seleccione un candidato para el Cesar. En la encuesta Basilio Padilla resultó vencedor por escaso margen, pero el Directorio Departamental Liberal, a cargo de Pedro Muvdi Arangüena decidió escoger a Oscar Guerra a dedo. La decisión final sin embargo recae sobre la dirección nacional. 
- Basilio Padilla
- Oscar Guerra Bonilla

A agosto de 2011, el candidato independiente Arturo Calderón sostuvo reuniones en la que recibió apoyo conjunto de los exgobernadores del departamento del Cesar Lucas Gnecco Cerchar y Hernando Molina Araújo, el exsenador Pepe Gnecco, el exalcalde de Valledupar Elías Ochoa Daza condenado a más de 7 años de prisión por corrupción después de 16 años (fallo 2011) y su hermano Víctor, el representante Pedro Muvdi (indirectamente) y su el candidato a la alcaldía de Valledupar, Gonzálo Gómez (también indirectamente). Tras recibir el respaldo de dicho grupo Calderón logró convencer al Director Nacional del partido Liberal Rodrigo Pardo de que le fuera dado el aval del partido a él a través de alianza bipartidista y no dárselo al ganador de la consulta liberal departamental del Cesar, el médico Basilio Padilla.
La alianza sellada mediante un acuerdo firmado por el grupo de políticos fue criticada por la opinión pública. El exgobernador Lucas Gnecco fue condenado penalmente por "corrupción en contratación y constreñimiento al elector". También Jorge Gnecco Cerchar, según Revista Semana, habría sido aliado narcoparamilitar de Salvatore Mancuso y le dio apoyo a otro jefe narcoparamilitar alias "Jorge 40" para conformar el Bloque Norte de las AUC, traficar con drogas y armas. La familia Gnecco según Revista Semana, es de ascendencia italiana pero asentada en el departamento de La Guajira, de filiación al Partido liberal, que "amasaron una fortuna durante el auge del contrabando y la bonanza marimbera... El negocio de ellos era el contrabando de café y los carros". Jorge 40 acusó abiertamente a los Gnecco de "narcotráfico, hurto agravado de vehículos, homicidios selectivos de empresarios, políticos y ciudadanos comunes en los departamentos de Cesar y Magdalena, saqueo y defraudación de los recursos públicos durante más de 20 años".
El exgobernador Molina Araújo también fue condenado por alianzas con paramilitares a 7 años y 6 meses de prisión.

### Consulta Partido de la U
En la consulta del Partido de la U, inicialmente se postuló el exsenador Pepe Gnecco, pero tras fuerte oposición y críticas durante el congreso, en especial del exsenador Alfonso Mattos Barrero, se determinó que el aval se le daría a su familiar Luis Alberto Monsalvo Gnecco.

## Candidaturas a alcaldía y concejo por municipio

### Astrea

#### Candidatos a alcaldía
Sandy Sepulveda Sánchez (Partido Verde) (80% de favorabilidad en las encuestas realizadas)

aideth barrios ortega (cambio radical) (ganadora de las elecciones para el periodo 2012-2015)

#### Candidatos a concejo municipal
Víctor Castañeda

### Bosconia

#### Candidatos a alcaldía
Rosalia Mena Quintero - CAMBIO RADICAL,
Juana Pacheco Soto - PARTIDO SOCIAL DE UNIDAD NACIONAL,
Oscar Muñoz Guette - PARTIDO LIBERAL COLOMBIANO,
Jorge Patiño Gómez - PARTIDO CONSERVADOR COLOMBIANO,
Rafael Ustaris Gullo - POLO DEMOCRATICO ALTERNATIVO,
rider usuga

### Chimichagua

#### Candidatos a alcaldía
- Jesús Fernández - Partido conservador
- Jesús Namen - Afrovides
- Fredy Zuluaga - Partido liberal
- Javier Martínez - Cambio Radical

### Chiriguaná

#### Candidatos a concejo municipal
Beto Guarín del partido conservador con 4,587 votos

### Codazzi

#### Candidatos a alcaldía
- Luis Peñalosa (Cambio Radical)
- Jorge Bernard	(Partido Verde)
- Efraín Quintero (Partido de la U)
- Orlando "El Negro" Saavedra (Partido Liberal)
- Estefer Paredes (Movimiento Mira)

### Curumaní

#### Candidatos a alcaldía
luis sanguino
wilmar lopez
Carlos muñoz
henry chacon
henry cortes
alex oliveros
alberto armesto
yesid carcamo
efren moreno
jorge celis
omar carcamo, lineth pallares, jose pallares, neil sanguino, dina maestre, hermes martinez, alberto crespo, etc

### Gamarra

#### Candidatos a alcaldía
Gabriel Giraldo Escudero

### La Gloria

#### Candidatos a alcaldía
Huber parada
Reinel José Lobo
Edie Acosta
Jesús Antonio Peña

### La Jagua de Ibiríco

#### Candidatos a alcaldía
- Adalberto "el tata" Muñoz
- Didier Lobo
- Juan Hernández Sierra
- Edier Vera
- Leonardi Perez
- David Robles
- Hernando Romero
- Misael Liz Quintero
- Gregorio Iguaran
- William Orozco
- Jaime Luis Ochoa
- Matilde Reyes
- Maritza Silva
- Nelson Moreno

### La Paz

#### Candidatos a alcaldía
Wilson Rincón.
Nanci Zuleta.
Franco Oyola. 
Marino Zuleta.
EWAR Ortega.

#### Candidatos a concejo municipal
Wilson Rincón

### Pailitas

#### Candidatos a alcaldía
Alexander Toro Perez (Partido de Unidad Nacional)
Gener Caballero Madariaga (Partido Liberal Colombiano)

### Río de Oro

#### Candidatos a alcaldía
Isidro Chinchilla: partido de la u 
Jacinto Cantor: partido conservador 
Valerio Rincón: pin 
Cristóbal Páez: partido verde 
Oliverio Noriega: partido liberal

### San Diego

#### Candidatos a alcaldía
- Humberto Jurado Abril
- Jesualdo Arzuaga Rubio
- Elvia Milena Sanjuán
- Carlos Mario Calderón

#### Candidatos a concejo municipal
- Henri Varela Ustariz
- Antonio Martínez
- Gustavo Emilio Hernández
- Ender Carrillo
- Beltrán Mejía

Entre muchos otros que no tengo en lista.

### San Martín

#### Candidatos a alcaldía
alfonso dominguez joya,(partido de integrasion nacional pin),
saul eduardo celis carbajal,(cambio radical),
emilio hernandez hernandez.(partido verde).

### Valledupar (capital departamental)

#### Candidatos a alcaldía
- Joaquin Martínez (Partido Conservador)
- Fredys Socarrás (Independiente)
- Gonzalo Gómez Soto (Partido Liberal)
- Augusto Ramírez "Tuto" Uhia (Cambio Radical)
- Carlos "El Gordo" Muñoz (Partido de la U) (por definir)
- Eloy "Chichi" Quintero Romero (Partido Verde)
- Melkis Kammerer (AICO)
- Omaira Herrer (Independiente)
- Miguel Morales (Independiente)

##### Controversia
El alcalde de Valledupar Luis Fabian Fernández fue acusado de participar en política tras un mensaje que fue enviado desde su celular Blackberry a varios de sus contactos invitando a votar en la consulta liberal por el candidato Gonzalo Gómez. Fernández negó primero haber enviado el mensaje y dijo que su chofer Hermes Matiz habría sido el que había utilizado su celular para enviar el mensaje proselitista. 
Días después el alcalde Fernández, se retractó y dijo que su celular pudo haber sido víctima de expertos informáticos. 
Los hechos están siendo investigados por la procuraduría y tanto el alcalde como el chofer Matiz han rendido versión libre. 
La participación de funcionarios públicos activos en procesos electorales políticos está prohibido por la ley colombiana.

#### Candidatos a concejo municipal
Por 19 curúles del concejo municipal compiten: